# Club 33
Club 33 ist der Name einer Reihe von exklusiven privaten Dinnerklubs in den Disney Parks. Der erste wurde 1967 in Disneyland eröffnet und war den Sponsoren-Lounges auf der New Yorker Weltausstellung 1964 nachempfunden. Zum Zeitpunkt der Eröffnung war der Club 33 der einzige Ort in Disneyland, an dem alkoholische Getränke angeboten wurden. Der originale Club 33 befindet sich in der „33 Royal Street“ von Anaheim und liegt auf Höhe des 33. nördlichen Breitengrads. Die Zahl 33 soll angeblich mit den Freimaurern zusammenhängen, da dort der 33. Grad der höchste im schottischen Ritus ist und Walt Disney Freimaurer gewesen sein soll. Der Club ist extrem exklusiv und soll seinen Gästen „maßgeschneiderte Erlebnisse“ bieten.
Nach der Eröffnung des ersten Clubs wurden weitere Club-33-Standorte in Tokyo Disneyland, in Shanghai Disneyland und in allen vier Themenparks des Walt Disney World Resort eröffnet. Club-33-Mitglieder in Kalifornien haben auch Zugang zur 1901 Lounge im Carthay Circle Restaurant in California Adventure.

## Club 33 Disneyland
Der Club 33 befindet sich oberhalb von Fluch der Karibik und grenzt an eines der Appartements von Walt Disney im Park. Der Eingang befand sich früher rechts neben dem Blue Bayou Restaurant in der „33 Royal Street“, die mit einem verzierten Adressschild geschmückt ist.
Nach einer umfassenden Renovierung wurde die Größe des Clubs verdoppelt und der Eingang zum Court of Angels verlegt. Andrew Sutton, der Chefkoch der Restaurants Carthay Circle und Napa Rose im Disneyland Resort, wurde mit der Leitung der Clubküche beauftragt.

Vor der Renovierung
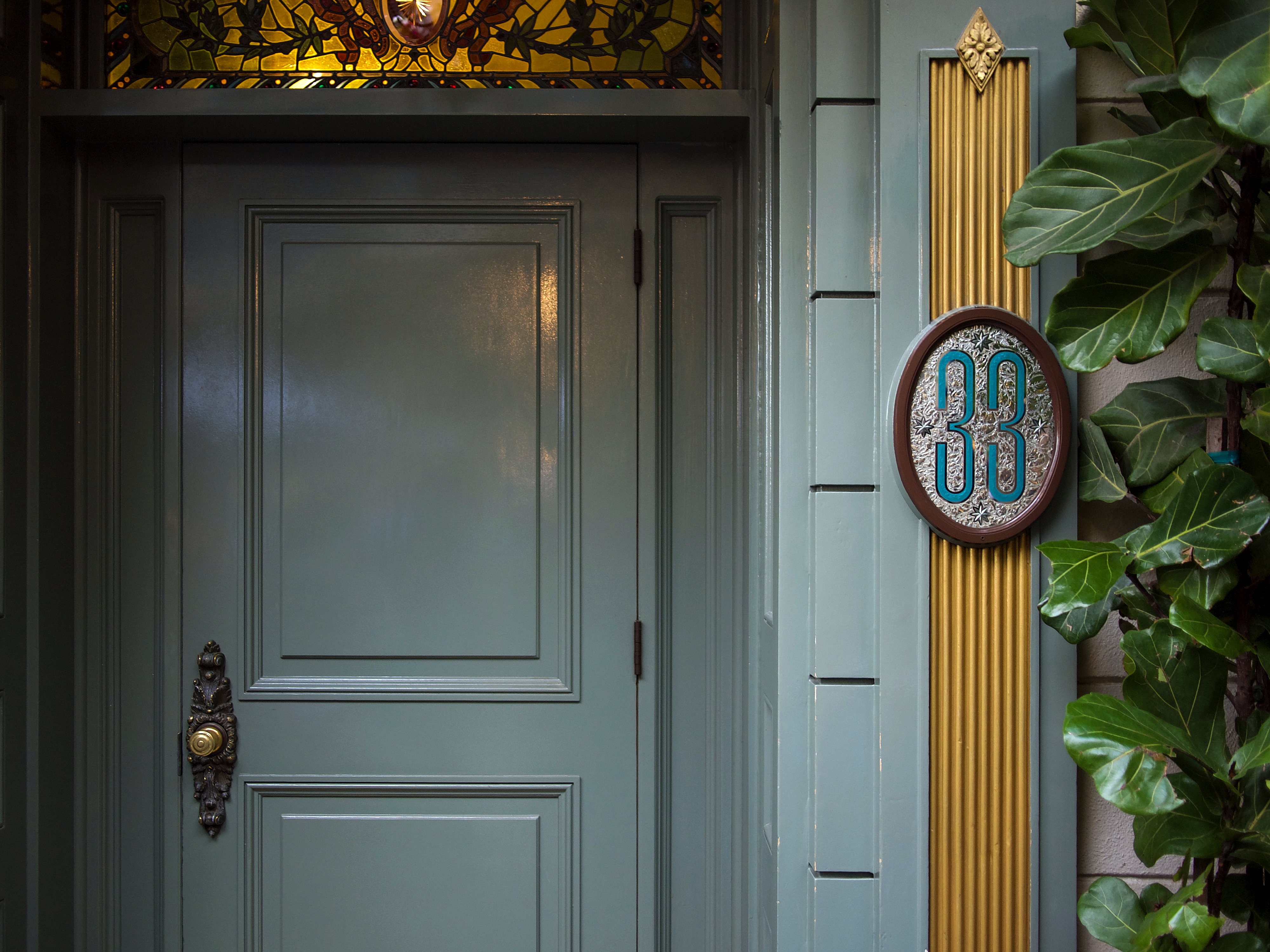
Eingang
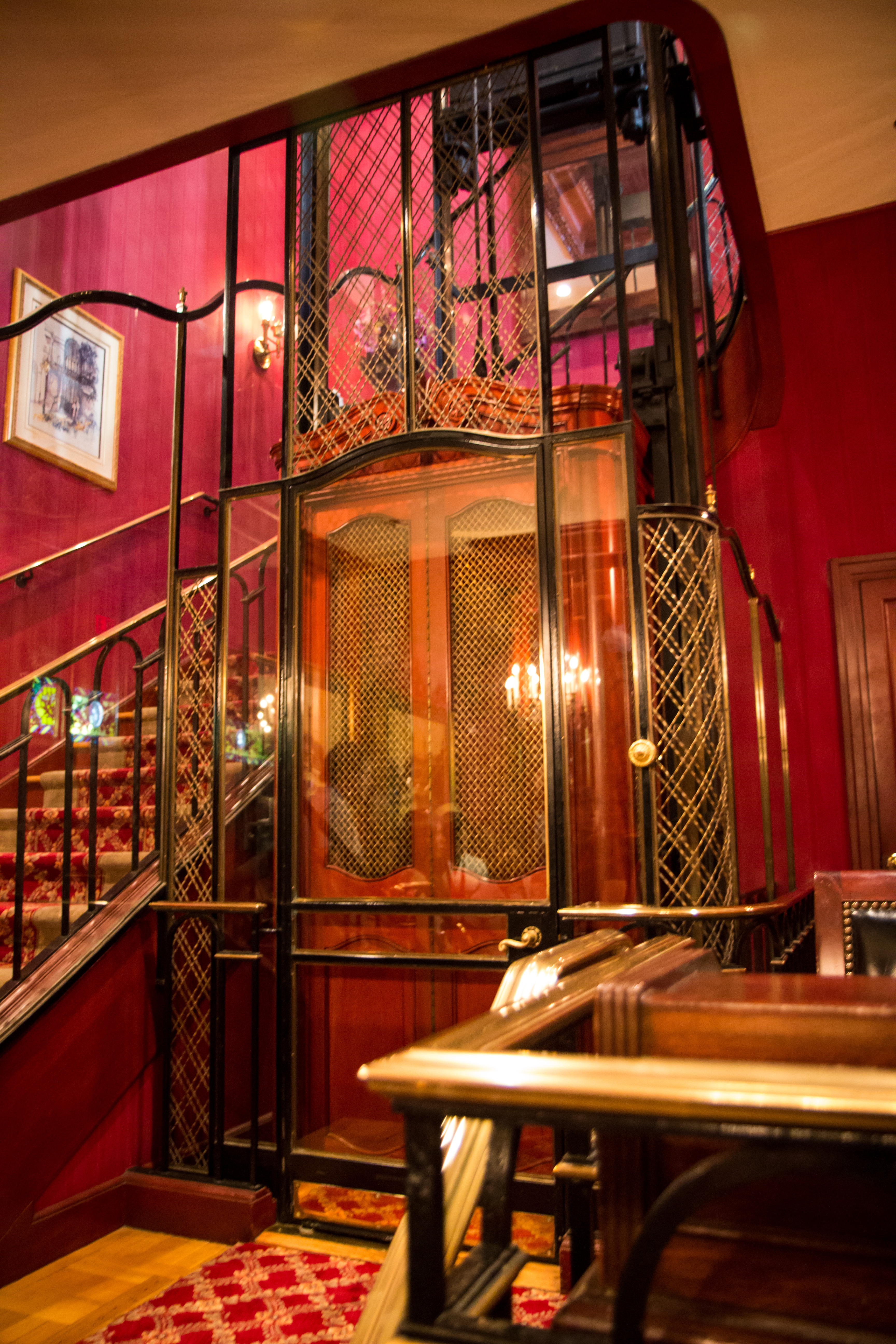
Foyer
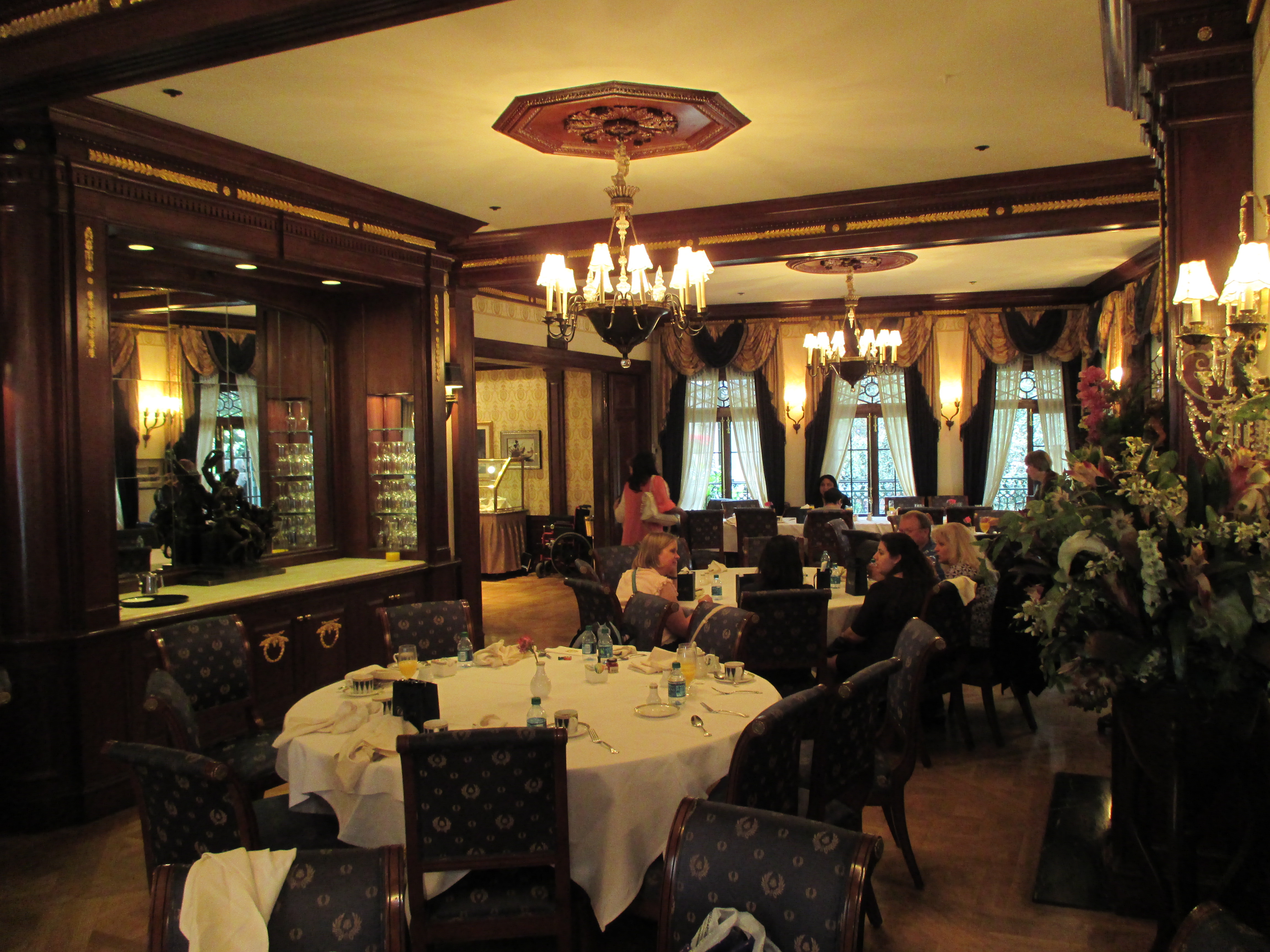
Hauptdinnerraum
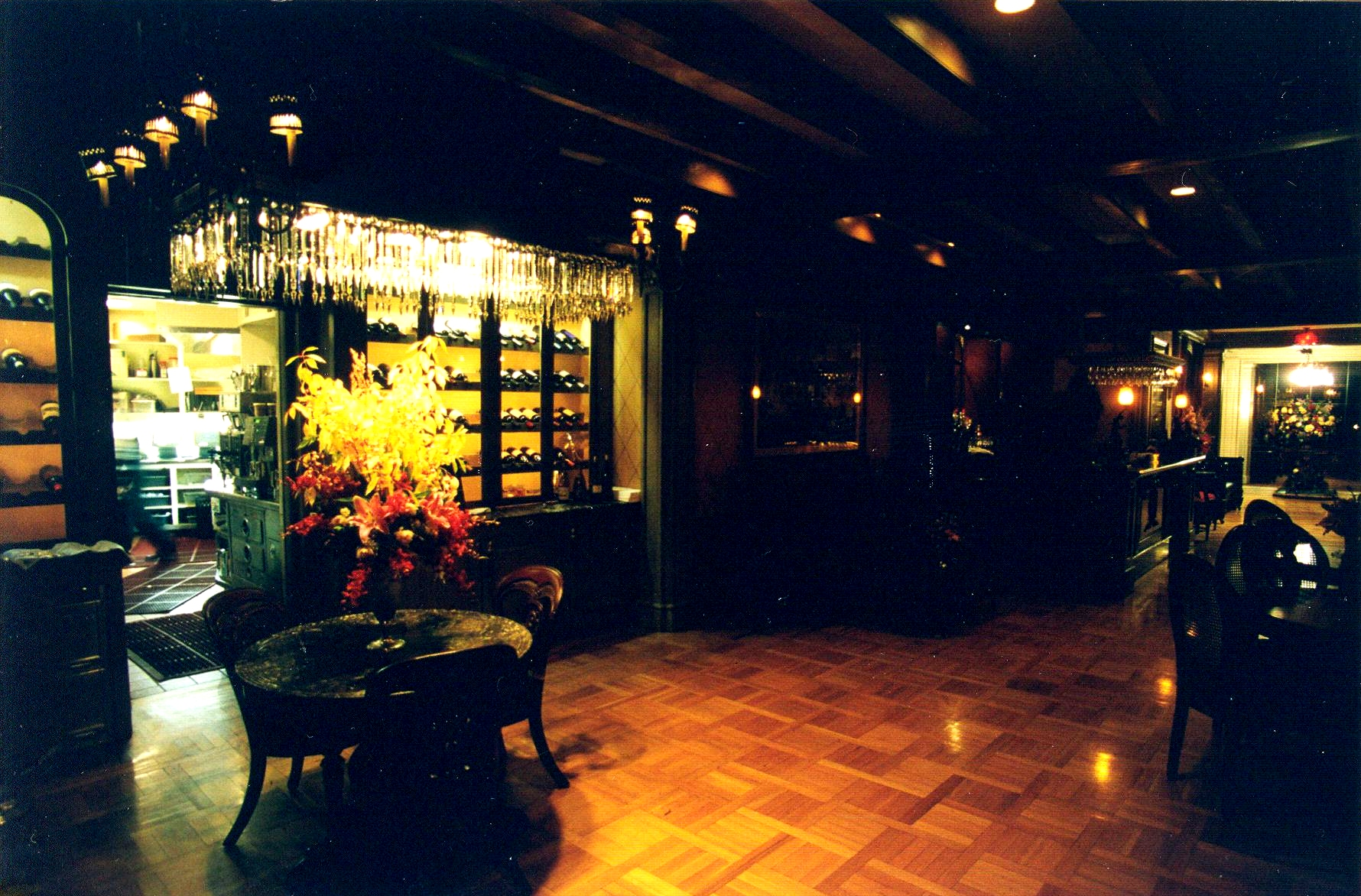
Flur
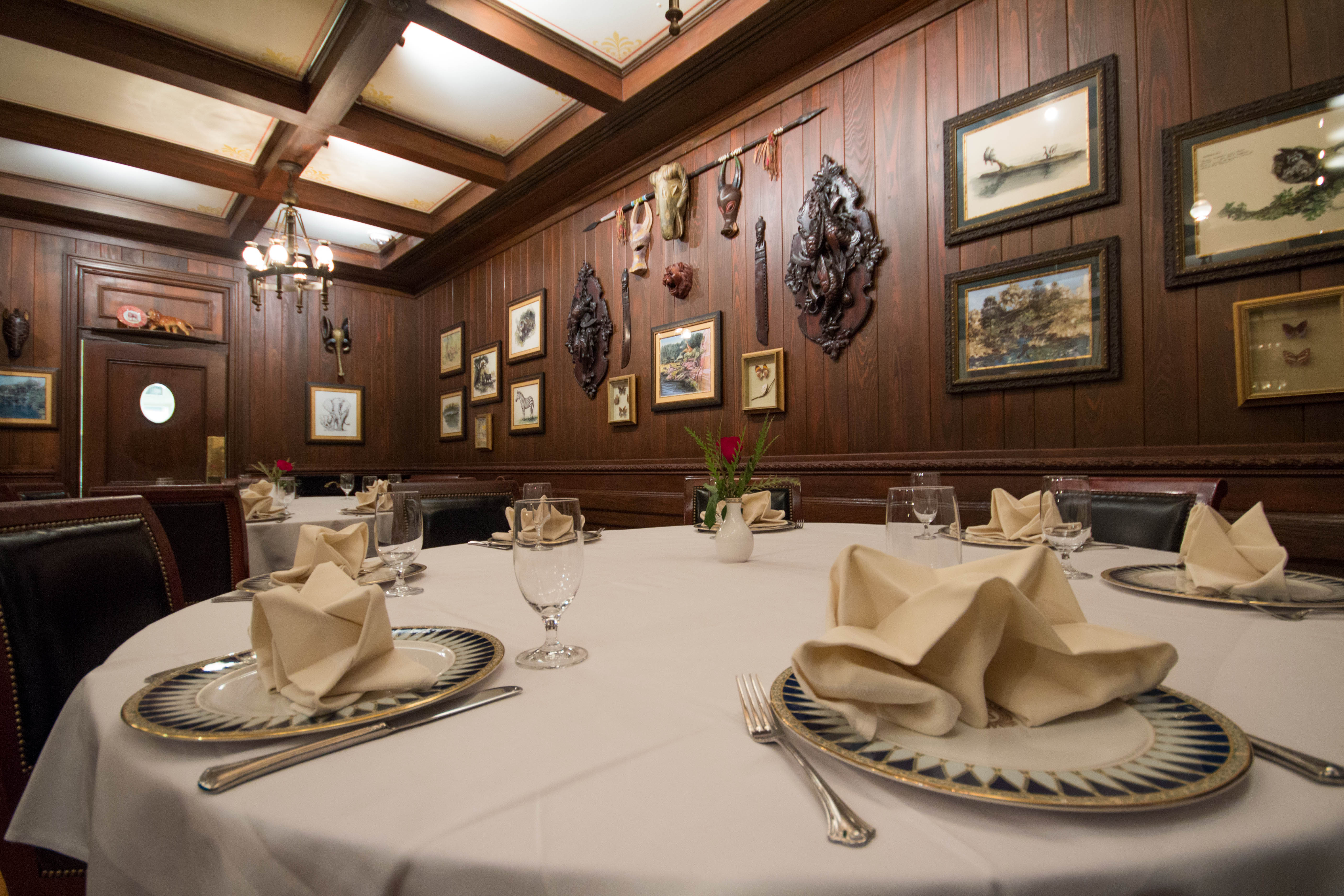
Trophäenzimmer
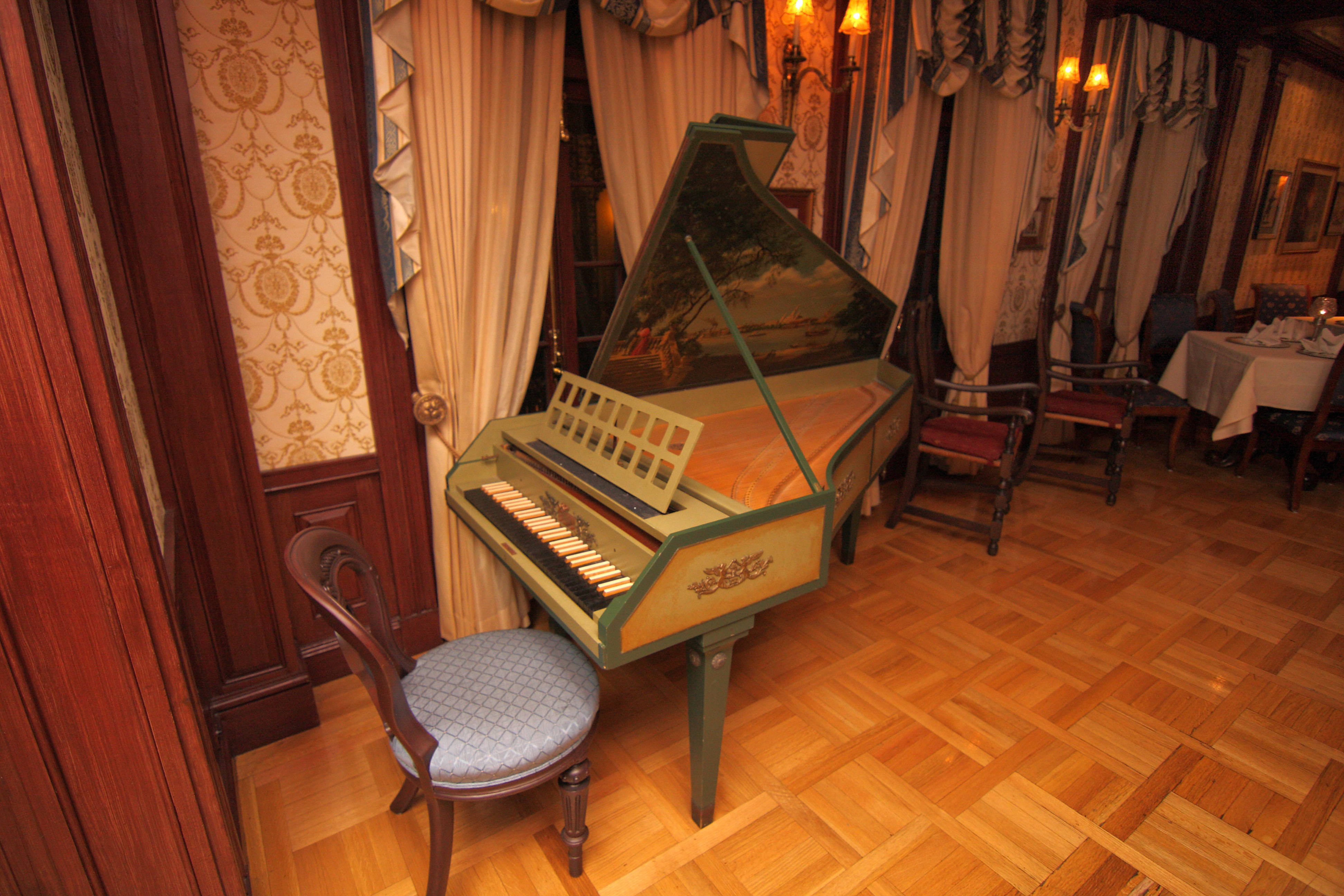
Harpsichord

Nach der Renovierung
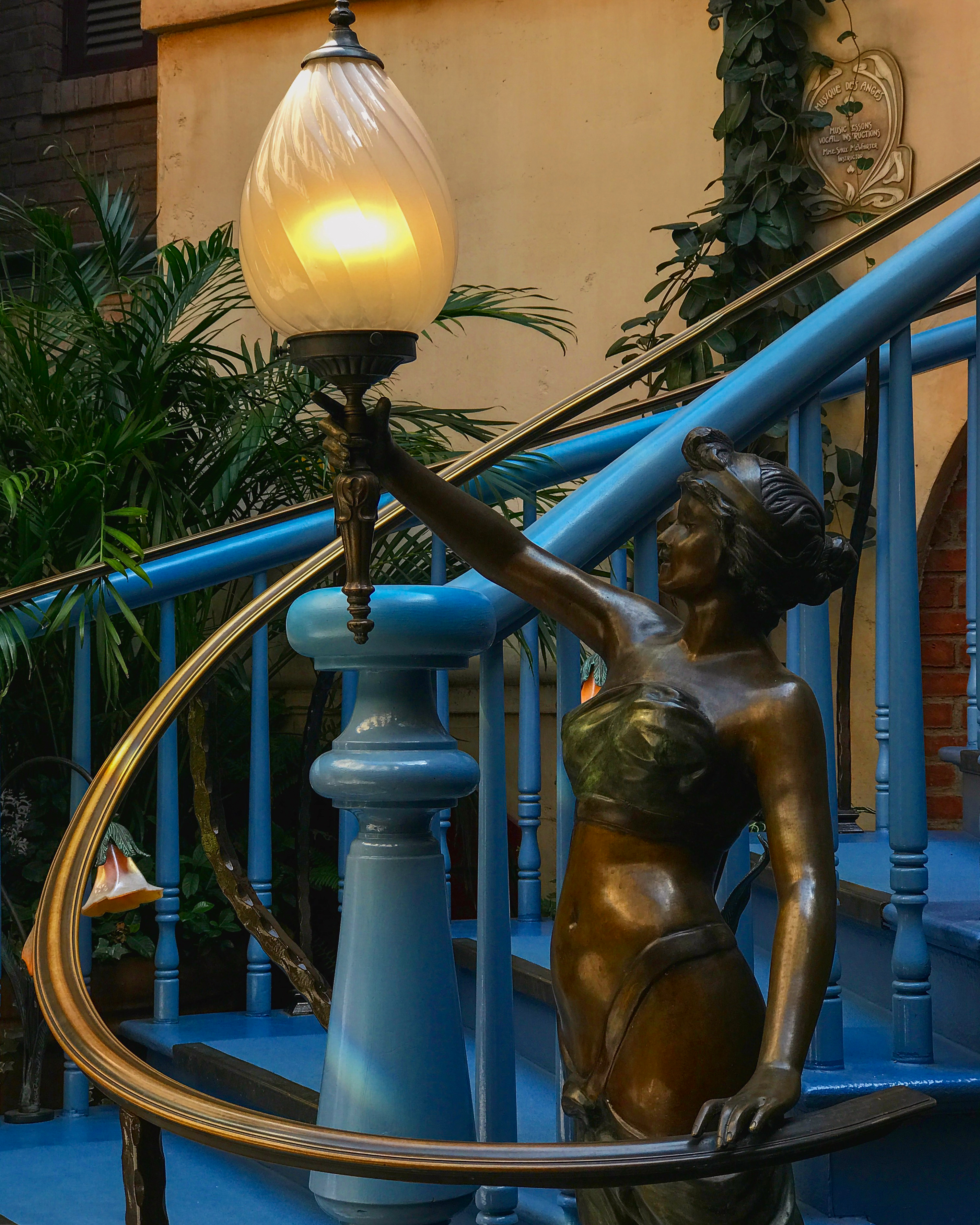
Skulptur am Eingang
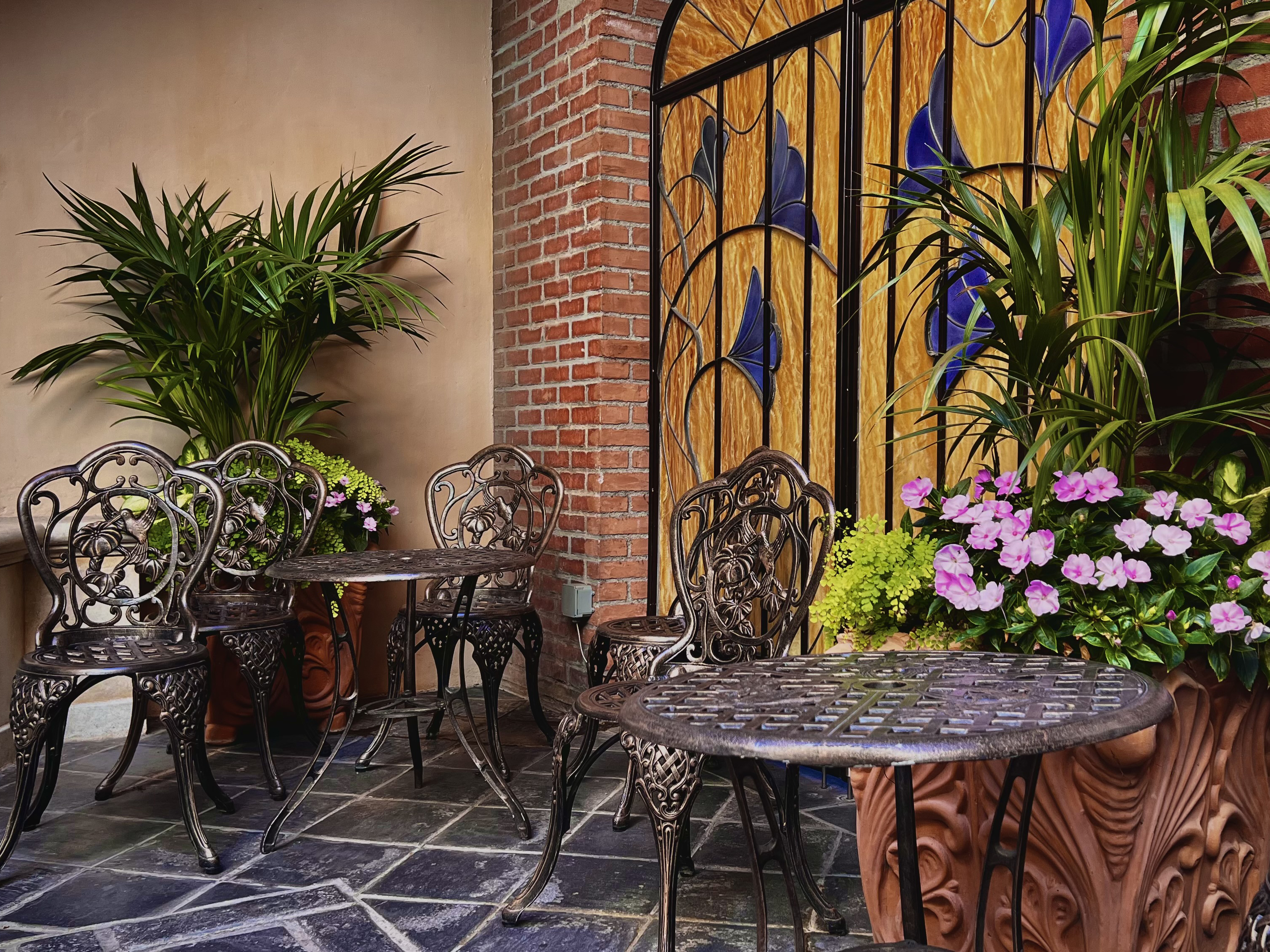
Court of Angels
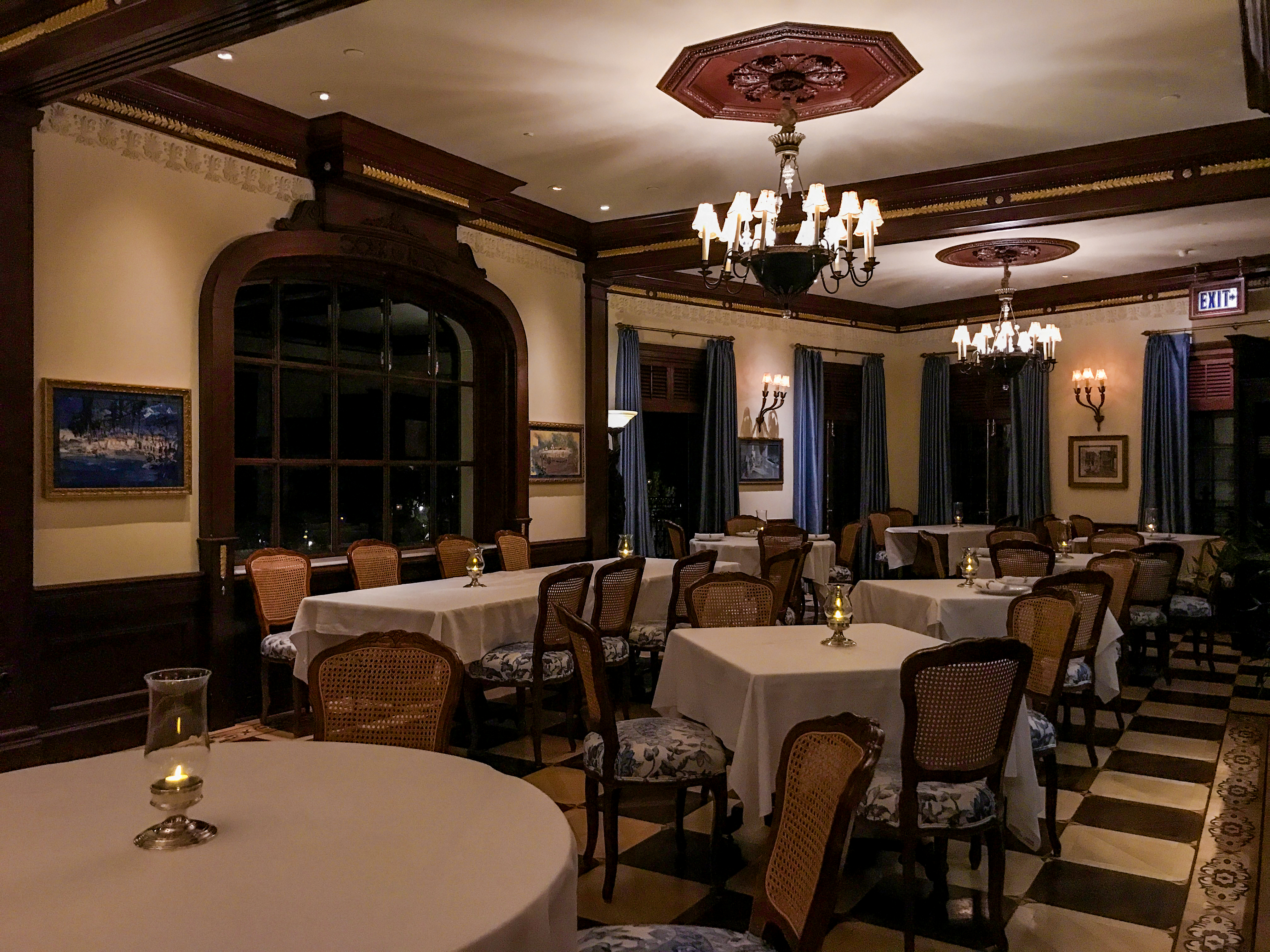
Le Grand Salon
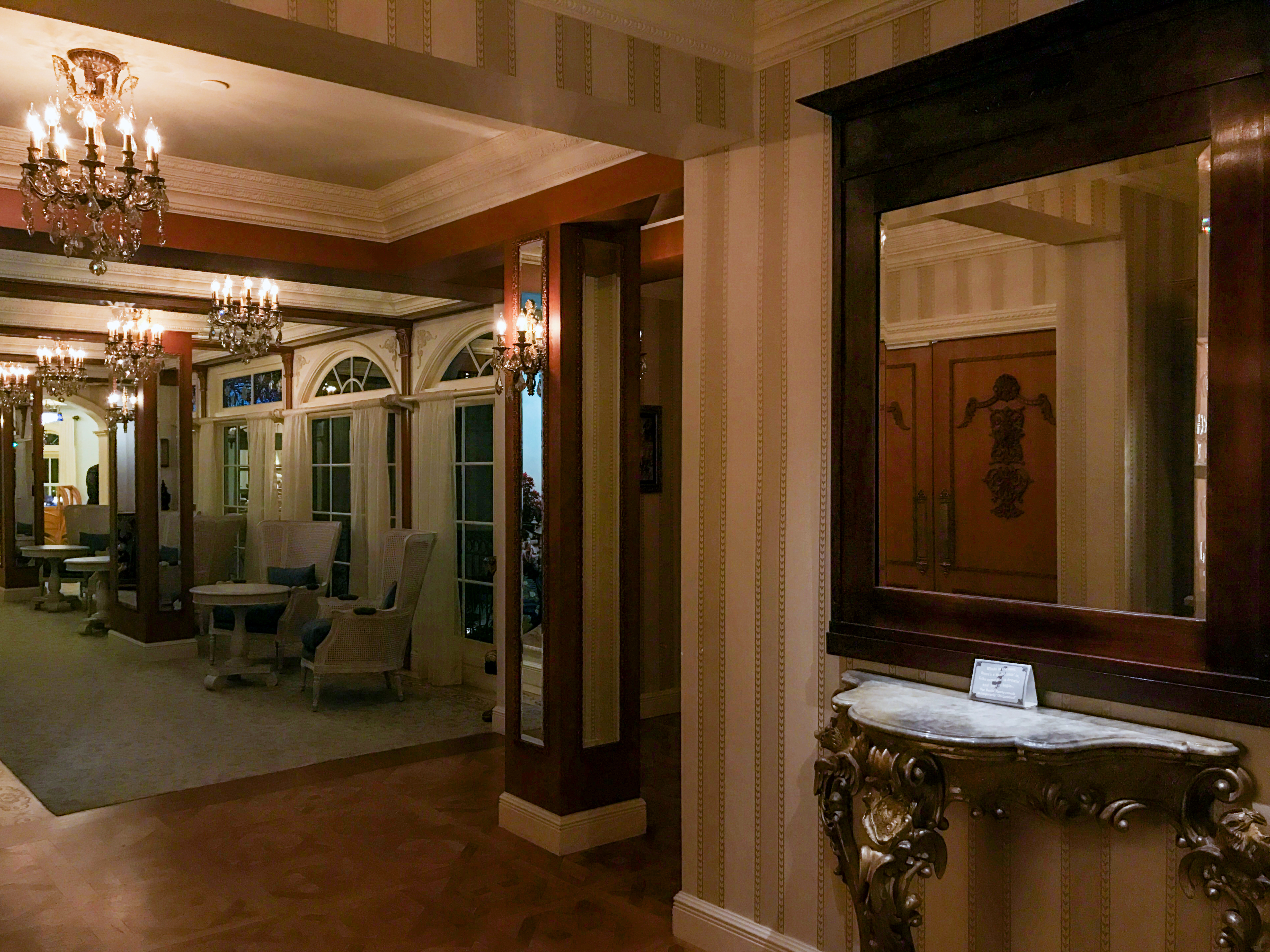
Flur
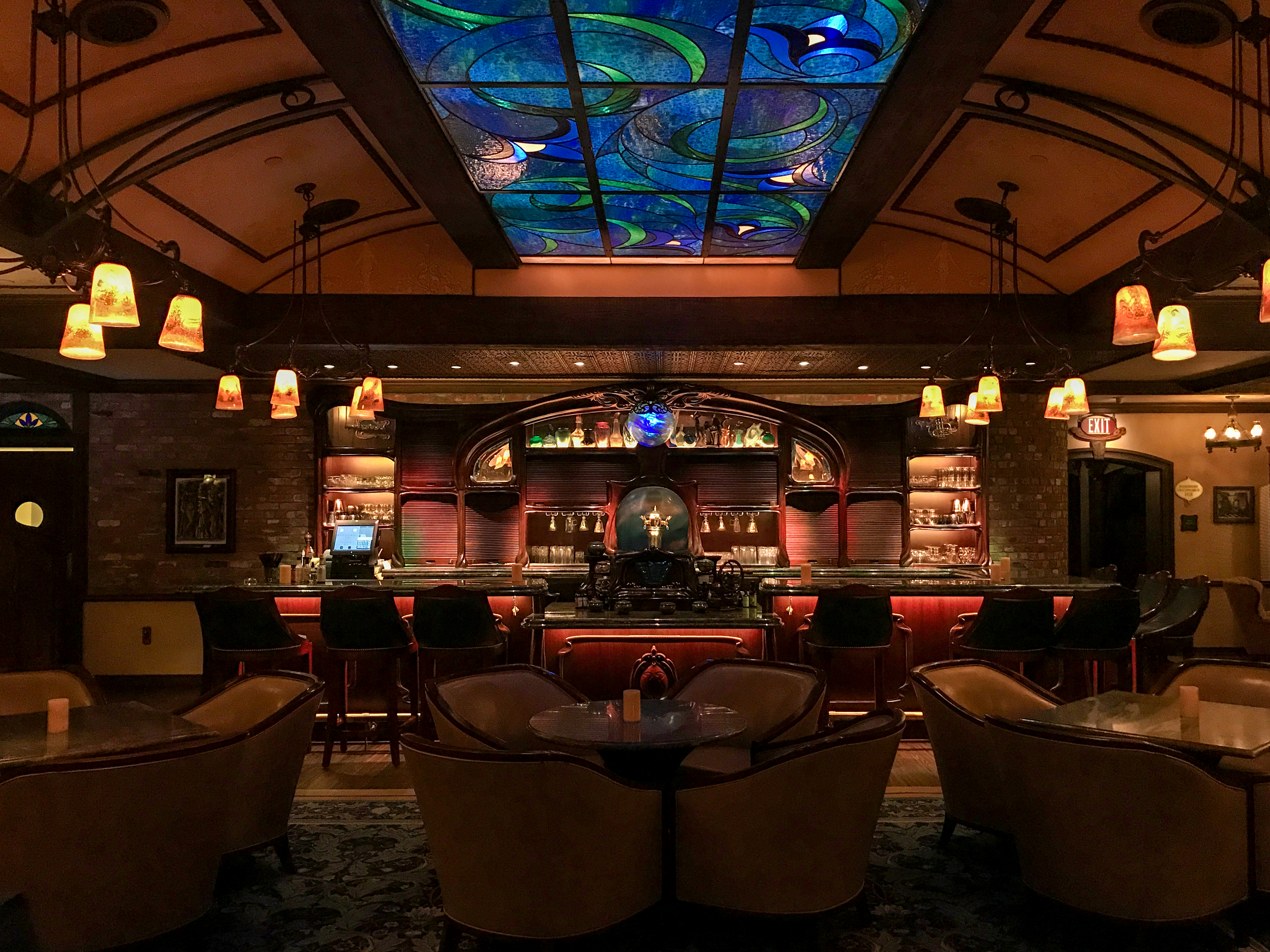
Le Salon Nouveau
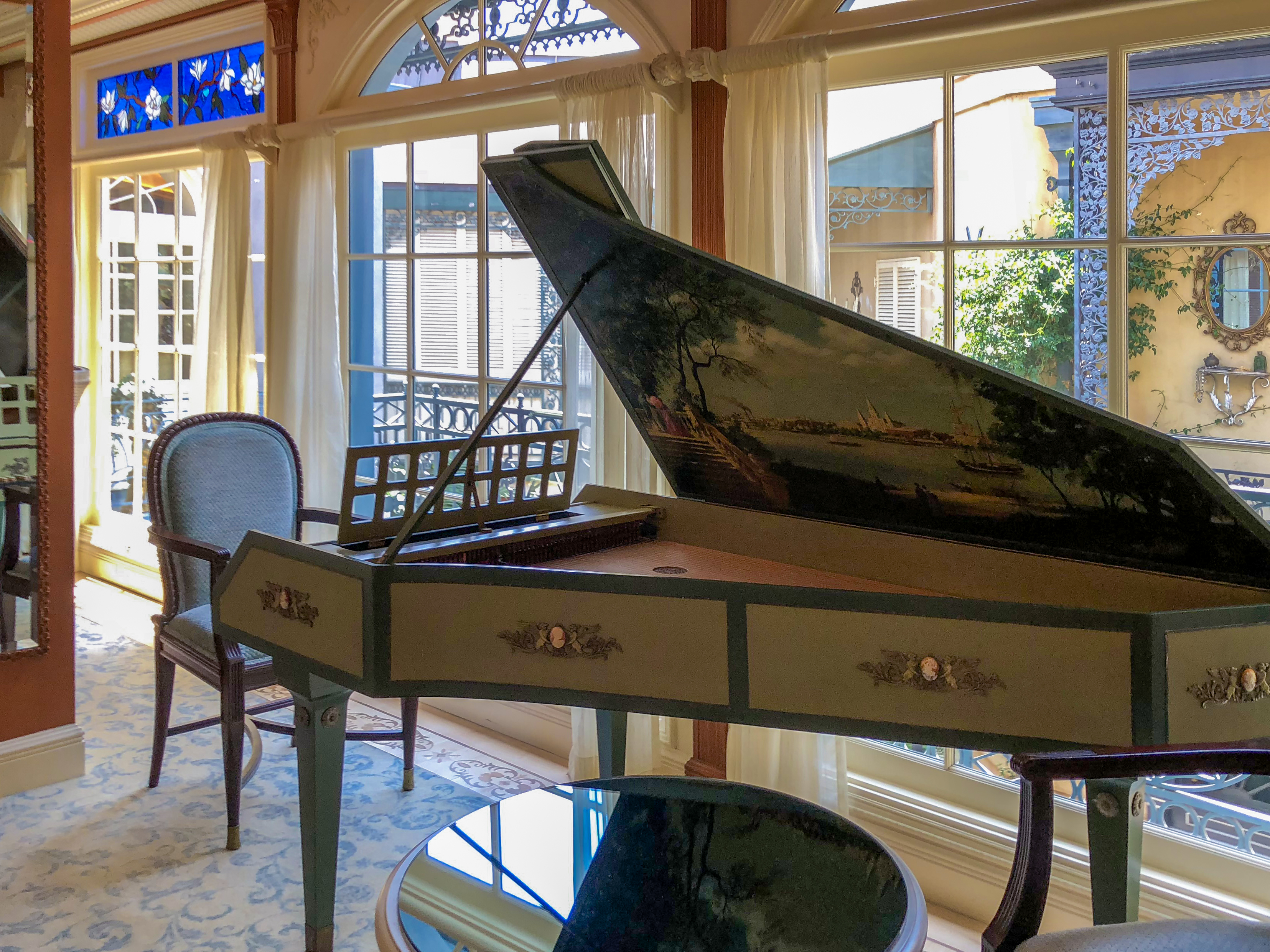
Harpsichord

## Geschichte
Walt Disney wurde von den „VIP-Lounges“ auf der New Yorker Weltausstellung 1964 zu der Idee für den Club 33 inspiriert. Ursprünglich empfing Walt Disney VIPs in einer Lounge im Red Wagon Inn von Disneyland. Die Anzahl der VIPs wurde jedoch zu groß für die Lounge. Dorothea Redmond malte Renderings und der Hollywood-Regisseur Emile Kuri dekorierte die neue VIP-Lounge am New Orleans Square. Ursprünglich war der Club 33 für die Unternehmenssponsoren von Disneyland gedacht, doch bei seiner Eröffnung im Mai 1967 wurden auch Einzelmitgliedschaften angeboten. 2014 wurde der Club 33 nach einer Renovierung und Erweiterung neueröffnet.

## Mitgliedschaft
Die anfänglichen Kosten für eine Mitgliedschaft in Disneyland und Walt Disney World betrugen Berichten zufolge 35.000 Dollar, gefolgt von einer jährlichen Gebühr von 15.000–16.000 Dollar. Im Jahr 2012 stiegen die angegebenen Kosten für die Mitgliedschaft auf 50.000 Dollar Aufnahmegebühr und 15.000 Dollar jährlich für Einzelpersonen, noch mehr für Unternehmen. Die Aufnahme neuer Mitglieder ist nur beschränkt möglich. Wartezeiten für Mitgliedschaften sollen bei 14 Jahren liegen.
Zu den Mitgliedern sollen angeblich Prominente wie Tom Hanks, Christina Aguilera oder Elton John gehören, ebenso wie hochrangige Politiker und Unternehmer. Die Schauspielerin Rebel Wilson soll angeblich ein Hausverbot für Disneyland bekommen haben, weil sie gegen das strenge Fotoverbot verstieß.

## Club 33 in anderen Disneyparks

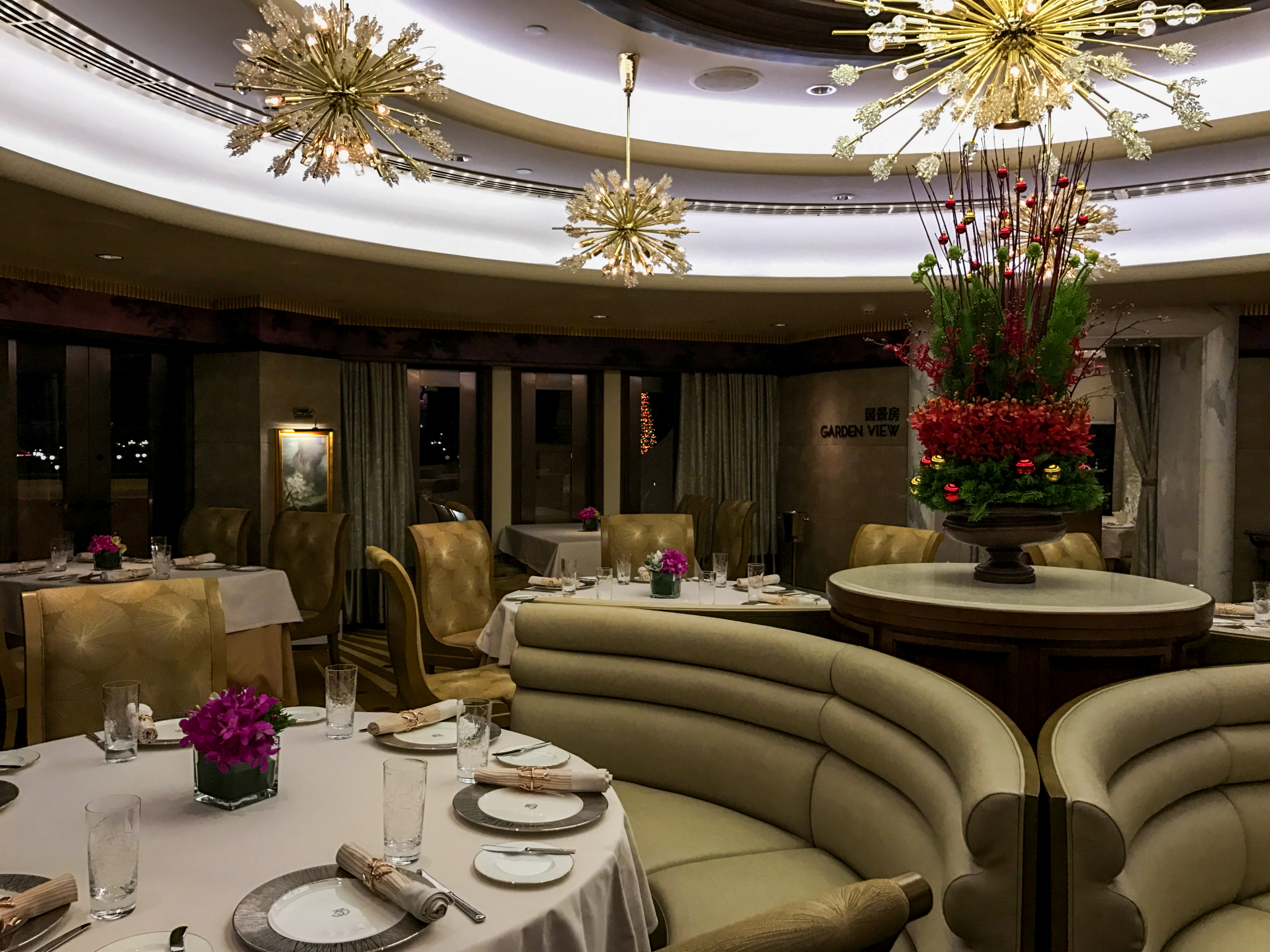
Club 33 in Shanghai Disneyland

Der Club 33 in Tokyo Disneyland wurde 1983 eröffnet. Er befindet sich in der Center Street im World Bazaar.
Der Club 33 in Shanghai Disneyland wurde zusammen mit dem Park im Sommer 2016 eröffnet. Wie der Standort in Tokio befindet er sich im Eingangsbereich des Parks, der Mickey Avenue.
In Walt Disney World wurden vier separate Club 33-Standorte eröffnet, die jeweils einen eigenen Namen tragen. Obwohl die Standorte im Herbst 2017 eröffnet werden sollten, wurde die Spotlight Lounge in den Hollywood Studios im März 2018 eröffnet, gefolgt vom Constellation Club in Epcot, dem Captain's Quarters im Magic Kingdom und dem Harambe House im Animal Kingdom.